# 783
Năm 783 là một năm trong lịch Julius.